# Primeira Divisão de 1975–76
A Primeira Divisão de 1975-76 foi a 42.ª edição do Campeonato Português de Futebol.
Este temporada, representou 16 clubes no campeonato.
Foi o Benfica que ganhou o campeonato. É o vigésimo segundo título do clube da sua história.

## Os 16 clubes participantes
| Equipa            | Participações    | Cidade     | No campeonato desde | Época 1974/1975 |
| ----------------- | ---------------- | ---------- | ------------------- | --------------- |
| Benfica           | 42 participações | Lisboa     | 1934/1935           | 1°              |
| FC Porto          | 42 participações | Porto      | 1934/1935           | 2°              |
| Sporting          | 42 participações | Lisboa     | 1934/1935           | 3°              |
| Belenenses        | 42 participações | Lisboa     | 1934/1935           | 6°              |
| Académica         | 40 participações | Coimbra    | 1973/1974           | 14°             |
| Vitória Setúbal   | 34 participações | Setúbal    | 1962/1963           | 7°              |
| Vitória Guimarães | 32 participações | Guimarães  | 1958/1959           | 5°              |
| CUF               | 23 participações | Barreiro   | 1954/1955           | 8°              |
| Atlético          | 23 participações | Lisboa     | 1974/1975           | 10°             |
| Sporting Braga    | 20 participações | Braga      | 1975/1976           | segunda divisão |
| Boavista          | 19 participações | Porto      | 1969/1970           | 4°              |
| Leixões           | 19 participações | Matosinhos | 1959/1960           | 9°              |
| Estoril           | 9 participações  | Estoril    | 1975/1976           | segunda divisão |
| Beira Mar         | 7 participações  | Aveiro     | 1975/1976           | segunda divisão |
| Farense           | 6 participações  | Faro       | 1970/1971           | 11°             |
| União de Tomar    | 6 participações  | Tomar      | 1974/1975           | 12°             |

## Classificações
| Pos | Equipa            | J  | V  | E  | D  | GM | GS | Diff | Pts |
| --- | ----------------- | -- | -- | -- | -- | -- | -- | ---- | --- |
| 1   | Benfica           | 30 | 23 | 4  | 3  | 94 | 20 | +74  | 50  |
| 2   | Boavista          | 30 | 21 | 6  | 3  | 65 | 23 | +42  | 48  |
| 3   | Belenenses        | 30 | 16 | 8  | 6  | 45 | 28 | +17  | 40  |
| 4   | FC Porto          | 30 | 16 | 7  | 7  | 73 | 33 | +40  | 39  |
| 5   | Sporting          | 30 | 16 | 6  | 8  | 54 | 31 | +23  | 38  |
| 6   | Vitória Guimarães | 30 | 13 | 10 | 7  | 49 | 32 | +17  | 36  |
| 7   | Sporting Braga    | 30 | 9  | 10 | 11 | 35 | 43 | -8   | 28  |
| 8   | Estoril           | 30 | 10 | 8  | 12 | 31 | 45 | -14  | 28  |
| 9   | Vitória Setúbal   | 30 | 8  | 10 | 12 | 39 | 42 | -3   | 26  |
| 10  | Atlético          | 30 | 9  | 5  | 16 | 26 | 49 | -23  | 23  |
| 11  | Académica         | 30 | 7  | 9  | 14 | 32 | 47 | -15  | 23  |
| 12  | Leixões           | 30 | 8  | 6  | 16 | 30 | 65 | -35  | 22  |
| 13  | Beira Mar         | 30 | 6  | 9  | 15 | 28 | 47 | -19  | 21  |
| 14  | União de Tomar    | 30 | 7  | 7  | 16 | 32 | 61 | -29  | 21  |
| 15  | Farense           | 30 | 8  | 3  | 19 | 33 | 65 | -32  | 19  |
| 16  | CUF               | 30 | 4  | 10 | 16 | 15 | 50 | -35  | 18  |

## Líder por jornada
| Jornadas | Jornadas | Jornadas | Jornadas | Jornadas | Jornadas | Jornadas | Jornadas | Jornadas | Jornadas | Jornadas | Jornadas | Jornadas | Jornadas | Jornadas | Jornadas | Jornadas | Jornadas | Jornadas | Jornadas | Jornadas | Jornadas | Jornadas | Jornadas | Jornadas | Jornadas | Jornadas | Jornadas | Jornadas | Jornadas |
| -------- | -------- | -------- | -------- | -------- | -------- | -------- | -------- | -------- | -------- | -------- | -------- | -------- | -------- | -------- | -------- | -------- | -------- | -------- | -------- | -------- | -------- | -------- | -------- | -------- | -------- | -------- | -------- | -------- | -------- |
| 1        | 2        | 3        | 4        | 5        | 6        | 7        | 8        | 9        | 10       | 11       | 12       | 13       | 14       | 15       | 16       | 17       | 18       | 19       | 20       | 21       | 22       | 23       | 24       | 25       | 26       | 27       | 28       | 29       | 30       |
| PT       | BR       | BR       | Benfica  | Benfica  | Benfica  | Benfica  | Benfica  | Benfica  | BV       | Benfica  | Benfica  | Benfica  | BV       | BV       | BF       | BF       | BV       | Benfica  | Benfica  | Benfica  | Benfica  | Benfica  | Benfica  | Benfica  | Benfica  | Benfica  | Benfica  | Benfica  | Benfica  |

## Calendário
|                   | BF  | BV  | BL  | PT  | SP  | VG  | SB  | EP  | VS  | AT  | AC  | LX  | BM  | UT  | FR  | CUF |  |
| Benfica           |     | 0-0 | 1-1 | 2-3 | 0-0 | 2-0 | 7-1 | 7-1 | 2-0 | 3-0 | 4-0 | 9-1 | 5-0 | 6-1 | 3-0 | 5-1 |  |
| Boavista          | 1-4 |     | 2-1 | 1-0 | 3-1 | 1-1 | 2-0 | 6-0 | 2-1 | 4-3 | 4-2 | 4-0 | 4-1 | 0-1 | 3-0 | 9-0 |  |
| Belenenses        | 4-2 | 1-1 |     | 1-0 | 1-0 | 2-0 | 0-0 | 2-0 | 2-1 | 1-0 | 0-0 | 4-0 | 2-1 | 2-0 | 2-1 | 2-0 |  |
| FC Porto          | 2-3 | 2-0 | 3-1 |     | 2-3 | 1-1 | 0-0 | 2-2 | 2-0 | 2-0 | 5-1 | 8-2 | 0-0 | 6-1 | 6-1 | 1-0 |  |
| Sporting          | 0-3 | 0-1 | 1-0 | 5-1 |     | 1-1 | 4-1 | 2-1 | 1-0 | 3-0 | 3-3 | 3-0 | 2-0 | 4-1 | 4-1 | 1-0 |  |
| Vitória Guimarães | 0-3 | 1-1 | 2-2 | 2-1 | 1-1 |     | 1-2 | 3-1 | 4-0 | 5-0 | 3-3 | 4-1 | 2-1 | 3-1 | 3-0 | 2-0 |  |
| Sporting Braga    | 0-0 | 1-2 | 0-1 | 0-3 | 2-1 | 0-0 |     | 2-1 | 0-0 | 4-0 | 1-0 | 5-0 | 0-0 | 3-3 | 2-0 | 1-1 |  |
| Estoril           | 0-4 | 0-2 | 1-1 | 1-3 | 1-0 | 2-1 | 1-0 |     | 1-1 | 0-1 | 0-0 | 2-0 | 1-0 | 2-0 | 2-0 | 1-0 |  |
| Vitória Setúbal   | 0-4 | 1-2 | 4-1 | 2-2 | 2-2 | 1-0 | 3-0 | 1-3 |     | 3-0 | 3-1 | 4-1 | 2-0 | 2-2 | 3-1 | 0-0 |  |
| Atlético          | 0-2 | 0-0 | 0-0 | 0-4 | 3-0 | 0-1 | 1-2 | 0-2 | 2-1 |     | 0-0 | 1-0 | 1-1 | 1-0 | 3-1 | 0-1 |  |
| Académica         | 2-4 | 0-1 | 0-2 | 1-1 | 1-4 | 1-2 | 1-0 | 1-0 | 0-0 | 0-1 |     | 2-0 | 1-1 | 2-1 | 4-0 | 4-1 |  |
| Leixões           | 1-0 | 0-1 | 3-2 | 0-3 | 0-0 | 1-1 | 2-0 | 1-1 | 1-1 | 1-1 | 0-1 |     | 3-1 | 3-1 | 0-1 | 3-2 |  |
| Beira Mar         | 0-2 | 1-1 | 0-2 | 2-2 | 2-1 | 0-0 | 2-2 | 2-1 | 4-2 | 1-3 | 1-0 | 0-1 |     | 4-1 | 2-0 | 0-1 |  |
| União de Tomar    | 0-2 | 0-2 | 3-1 | 0-5 | 0-1 | 3-0 | 1-4 | 2-2 | 1-0 | 2-0 | 2-1 | 0-0 | 2-0 |     | 2-2 | 1-1 |  |
| Farense           | 1-4 | 1-4 | 1-3 | 1-0 | 0-3 | 0-3 | 5-1 | 1-1 | 0-0 | 3-4 | 3-0 | 3-2 | 2-0 | 2-0 |     | 2-0 |  |
| CUF               | 0-1 | 0-1 | 1-1 | 0-3 | 0-3 | 0-2 | 1-1 | 0-0 | 1-1 | 2-1 | 0-0 | 0-3 | 1-1 | 0-0 | 1-0 |     |  |

## Melhores Marcadores
| #   | Jogador    | Clube   | Golos |
| 1   | Rui Jordão | Benfica | 30    |
| ... | ...        | ...     | ...   |

## Promoções e despromoções 1976/1977
Despromividos a Campeonato de Portugal de segunda divisão 1976/1977
- União de Tomar
- Farense
- CUF

Promovidos a Campeonato de Portugal de primeira divisão 1976/1977
- Varzim
- Portimonense
- Montijo

## Campeão
| Campeonato de Portugal de primeira divisão 1975/1976 |
| ---------------------------------------------------- |
| Benfica 22° Título                                   |